# Shahpur Chakar
Shahpur Chakar (en ourdou : شاہ پور چاکر) est une ville pakistanaise située dans le district de Sanghar, dans le centre de la province du Sind. C'est la sixième plus grande ville du district. Elle est située à près de 35 kilomètres au sud-est de Nawabshah.
La population de la ville a été multipliée par près de cinq entre 1972 et 2017, passant de 6 798 habitants à 33 907. Entre 1998 et 2017, la croissance annuelle moyenne s'affiche à 3,3 %, nettement supérieure à la moyenne nationale de 2,4 %. Selon le recensement de 2023, la population de la ville monte à 42 365 habitants.
|            | 1972 (rec.) | 1981 (rec.) | 1998 (rec.) | 2017 (rec.) | 2023 (rec.) |
| ---------- | ----------- | ----------- | ----------- | ----------- | ----------- |
| Population | 6 798       | 12 544      | 18 361      | 33 907      | 42 365      |